# دوبرتین
دوبرتین (به آلمانی: Dobbertin) یک شهر در آلمان است که در لودویگسلوست-پارشیم واقع شده‌است. دوبرتین ۱٬۳۰۳ نفر جمعیت دارد.